# Briarwood (stacja metra)
Briarwood – stacja metra nowojorskiego, na linii E i F. Znajduje się w dzielnicy Queens, w Nowym Jorku i zlokalizowana jest pomiędzy stacjami Jamaica – Van Wyck, Sutphin Boulevard i Kew Gardens – Union Turnpike. Została otwarta 24 kwietnia 1937.